# Nemegtosauridae
I nemegtosauridi (Nemegtosauridae) sono una famiglia di dinosauri sauropodi erbivori vissuta nel Cretacico superiore.

## Descrizione

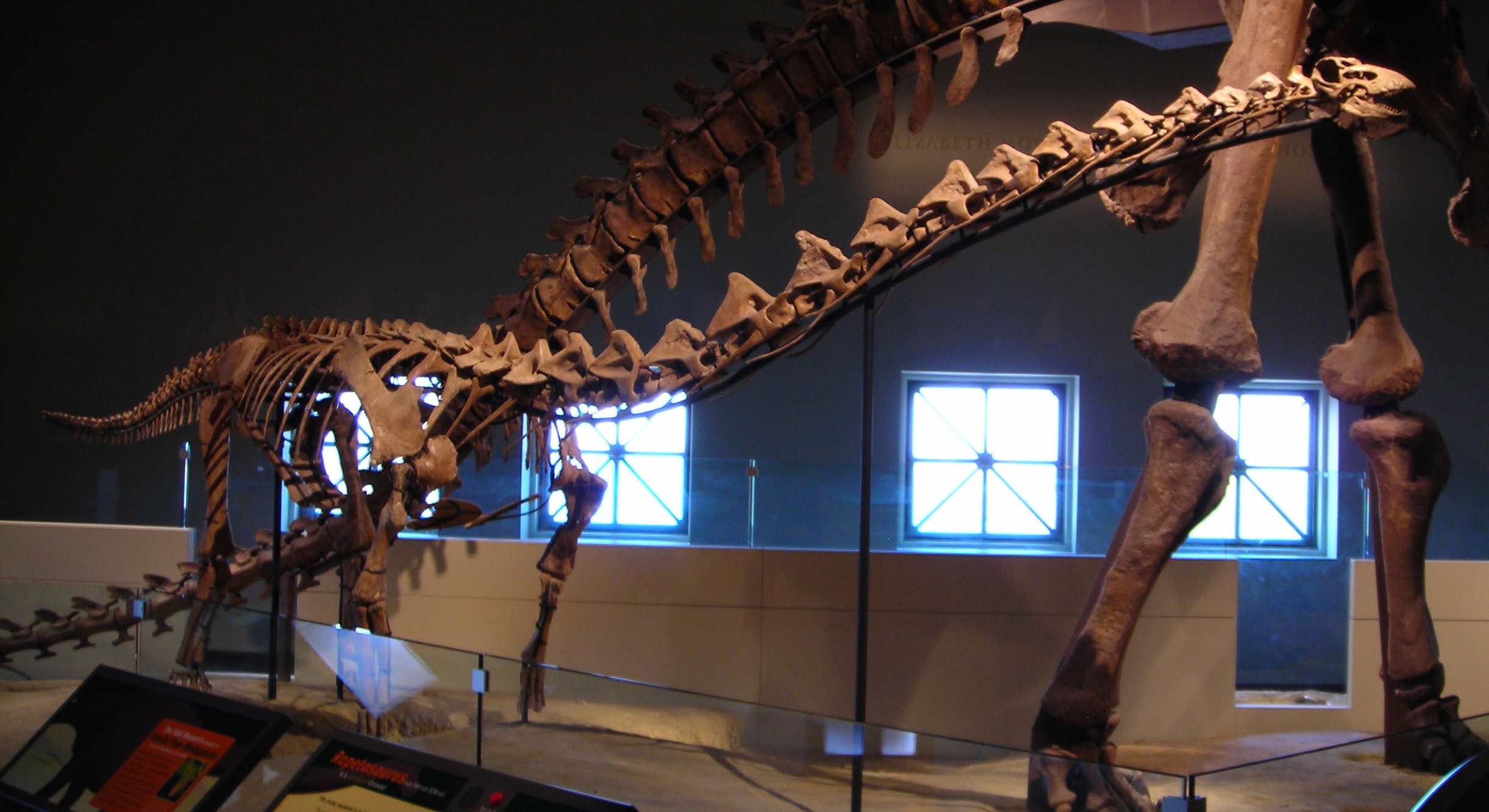
Scheletro di Rapetosaurus

Probabilmente questi dinosauri, conosciuti per lungo tempo solo attraverso alcuni misteriosi crani fossili, sono da ascrivere al gruppo dei titanosauri. Originariamente la famiglia era basata sui due generi Nemegtosaurus e Quaesitosaurus, noti solo grazie a due teschi incompleti simili a quelli dei diplodocidi. I paleontologi, tuttora, non si trovano d'accordo sullo stabilire le esatte relazioni di questi animali con gli altri gruppi di sauropodi, e c'è chi ritiene questa famiglia non valida scientificamente. Dal 2000, però, altri sauropodi sono stati ascritti a questa famiglia e la metodologia cladistica è venuta in soccorso per determinare l'evoluzione di questi animali.

## Classificazione
Nella sua revisione dei diplodocidi nel 1990, Jack McIntosh incluse Nemegtosaurus e Quaesitosaurus nella famiglia dei diplodocidi, sottofamiglia dicreosaurini, dal momento che i due crani assomigliavano a quello di Dicraeosaurus, pur con qualche differenza. Nonostante il cranio di Nemegtosaurus fosse stato rinvenuto a poca distanza da uno scheletro di sauropode senza testa (poi chiamato Opisthocoelicaudia), McIntosh rifiutò l'idea che entrambi i ritrovamenti appartenessero a un unico animale, poiché lo scheletro era troppo simile a quello di un camarasauride, mentre il cranio presentava le già menzionate affinità diplodocoidi.
Nel 1995 fu dunque Upchurch a porre i due generi basati su crani in una famiglia a sé stante. I successivi lavori di Wilson, Apesteguia e Curry Rogers, in concomitanza con le importanti scoperte degli scheletri più o meno completi di Bonitasaura in Patagonia e di Rapetosaurus in Madagascar, contribuirono a chiarire la posizione di questi sauropodi, che vennero spostati dal gruppo dei diplodocoidi a quello dei titanosauri. Nonostante ciò, alcuni paleontologi (tra cui lo stesso Upchurch) considerano i nemegtosauri come facenti parte dei diplodocoidi. Oltre a ciò, le recenti scoperte riguardanti il gruppo dei titanoauri hanno indotto molti a credere che Nemegtosaurus e Opisthocoelicaudia siano un unico animale.